# 現象的意識
现象的意识（英語：Phenomenal consciousness）是人类的一種意识。人类的意识是指具有定性内容的主观体验。现象的意识中包含的个体感覺質料称为感质 。
唯物主義（以及物理主義）認爲意識可以將意識還原到物理學規律中，也有二元论的立場認爲不能還原。對於現象的意識，它在本體論上存在一些争议。

## 概念區分
现象的意识的這一概念有很多同义词，區分它們有利於您閲讀心靈哲學的書籍。这个概念的确切术语尚未确定，大多数研究人员認爲它是“意識經驗、現象性質、感知等等都可以這樣稱呼”。語義上的混亂，確實説明了它正在研究途中。下面先介绍相似概念。
作爲常見的概念，有意識的現象層面（phenomenal aspect of consciousness）、意識經験（conscious experience）、主観経験（subjective experience）、感質的経験（qualitative experience）、現象的性質（phenomenal property）、它什么樣（What it is like）、感覺（sensation，不同於知覺perception）、直感（raw feel）等等。根据使用这些词的上下文，這些詞可能與現象的意識是完全等同的。
接下來，一個令人困惑的詞語——现象學（phenomenology）。这个术语通常在心靈哲学领域中用来指代现象的意识，但它也可以简单地指代胡塞尔创立的哲学领域（请参阅现象学 ）。可以根据上下文轻松区分这两种含义。经验（experience）这个词也偶爾用于指称现象的意识。但这个词在日常意义上更经常使用。除非另有说明，否则读者必须从上下文中判断该词的含义。
此外，還有個常會混淆的詞，表征（representation）该单词有时被与现象的意识几乎具有等同，但也被用作表示在思考和推理过程中变形和操纵的心理符号。除非另有说明，否则读者必须从使用“表征”一词的上下文中判断使用该词的含义。但是，单词表示上方的两个含义通常也会相互重叠。
尽管有很多表達方式，但是最常用的表示現象的意识的词是 
- 意识 （Consciousness ）

意識作爲常用詞，可能會造成讀者的困惑。因此读者应仔细阅读作者在这种情况下使用的“意识”一词，因爲其含义可以是本條目關於意识描述的任何一种含义，也可以是这些含义的组合，也可以是作者独有的新概念。有时很难准确地判断这些观点。使用“意识”一词，例如“意识是一个谜”或“意识很困难”，這兩句話指的是本节中描述的现象意识或类似的概念。即使作者和读者之间对于这种多元意识存在差异，这也不能算錯，可以说这正是意识本身。

## 性質
本節關於現象的意識的性質。
主观性
现象的意识是屬於某人的。例如，痛苦经历始终是某人的痛苦经历，很难想象不属于任何人的痛苦。与对象的长度、大小等的性質所具有的客觀性相反，这种现象意识通常被称为主观性（主观性）。
机密性
现象意识无法从外部使用仪器物理观察到。因爲現象的意識具有第一人稱性，而物理學觀測永遠是第三人稱性的。
統一性
现象学意识在某种程度上是统一的。例如，当人的视觉上捕捉到一个飞行球时，运动信息和形状信息会在大脑的不同部位进行处理，但是运动和形状仍会以集成形式呈现。换句话说，在大脑的不同部分在空间和时间距离上进行物理处理的信息似乎表现为单个无缝现象现象。此性質称为統一性。有人提出，胼胝体遭切除的裂腦患者可能缺乏全脑统一性 。

同样，別人（另一个大脑）正在处理的信息不会统一为一种顯著的意识（也就是说，您不会感到别人的胃痛）。格雷格·罗森伯格 （Greg Rosenberg）称，一个大脑作为一个单元的现象意识的整合，与大脑分离时现象意识的分离之间的差距被称为边界问题。
1. ↑  Tim Bayne(2009) "Unity of consciousness" （页面存档备份，存于） Scholarpedia, 4(2):7414. より。以下記事中の文を一部翻訳して引用 「多くの理論家は分離脳に対して二つの流れモデル(two-streams model of the split-brain)を採用している。この理論によれば、分離脳の患者には二つの意識の流れ(two streams of consciousness)、左右それぞれの大脳半球に一つずつの意識の流れ、があるとされる。」 この文の後、いくつかの文献の紹介と、別の理論が簡単に説明されている。三つ以上の意識の流れがあるとする理論、そして意識の流れは一つだが左右の脳半球をスイッチしている、という理論とである。詳細はリンク先参照のこと。

## 相关
- 意识
- 困难问题